# Achter gesloten deuren (roman)
Achter Gesloten Deuren (Engels: The Pelican Brief) is een legal thriller geschreven door John Grisham en verscheen in 1992. Het boek werd in 1993 verfilmd onder de naam The Pelican Brief met in de hoofdrollen Julia Roberts en Denzel Washington.

## Inhoud
Het verhaal begint met de moord op twee rechters van het Amerikaanse Hooggerechtshof. De President ontbiedt de hoofden van FBI en CIA bij hem in het Witte Huis en het drietal houdt elkaar gedurende het verhaal in een controlerende wurggreep. Terwijl er druk gespeculeerd wordt wie hen heeft vermoord en waarom, gaat de hoofdpersoon Darby Shaw op onderzoek uit. Ze is slechts een rechtenstudente aan de Tulane University en ze oppert dat het ware motief hebzucht kan zijn, zonder een politieke achtergrond. Ze schrijft een juridisch dossier genaamd 'De Pelikaan brief'  waarin ze speculeert dat de moorden gepleegd zouden kunnen zijn namens Victor Mattiece, een olietycoon die naar olie wil boren in zijn beschermd moerasgebied waar pelikanen broeden. De twee dode rechters waren milieuactivisten, dus Darby vermoedt dat Mattiece, die een goede zakenrelatie met de President heeft, de twee rechters ombracht om de zaak uiteindelijk in zijn voordeel te kunnen wijzigen bij het hooggerechtshof. De President kan nu immers twee nieuwe rechters voordragen.
Darby laat het dossier aan Thomas Callahan zien, die haar professor, mentor en geliefde is. Laatstgenoemde speelt het op zijn beurt weer door aan zijn studievriend Gavin Verheek, die als jurist bij de FBI werkt. Kort daarop worden beide mannen vermoord. Darby trekt de aandacht van Washington Post-journalist Gray Grantham en de twee nemen zich voor het dossier na te trekken. Zelf vlucht Darby met contant geld het land door, om aan liquidatie te ontsnappen.

## Slot
Uiteindelijk vallen alle puzzelstukjes op hun plaats nadat Grantham het geheime document en videotape van een betrokken en overleden jurist "Garcia" vindt. De stukken zijn onweerlegbaar en met al die bewijzen gaan Grantham en Darby naar de Post. Het verhaal wordt voorpaginanieuws met foto's van Fletcher Coal, de rechterhand van de President, en Mattiece. FBI-hoofd Denton Voyles is verrukt en staat 's morgens vroeg bij de voordeur van Coal met een exemplaar van de krant. Darby verlaat het land met hulp van de FBI en komt ergens terecht in het Caribisch gebied, waar Grantham haar vergezelt.